# Tatiana Constantinovna da Rússia
Tatiana Constantinovna da Rússia (em russo: Княжна Татьяна Константиовна); São Petersburgo, 23 de janeiro de 1890 – Jerusalém, 28 de agosto de 1979) foi a terceira filha do grão-duque Constantino Constantinovich da Rússia e da sua esposa, a grã-duquesa Isabel Mavrikievna.
Tatiana, que partilhava o nome com a sua prima, a grã-duquesa Tatiana Nikolaevna Romanova, tinha oito irmãos e irmãs.

## Título

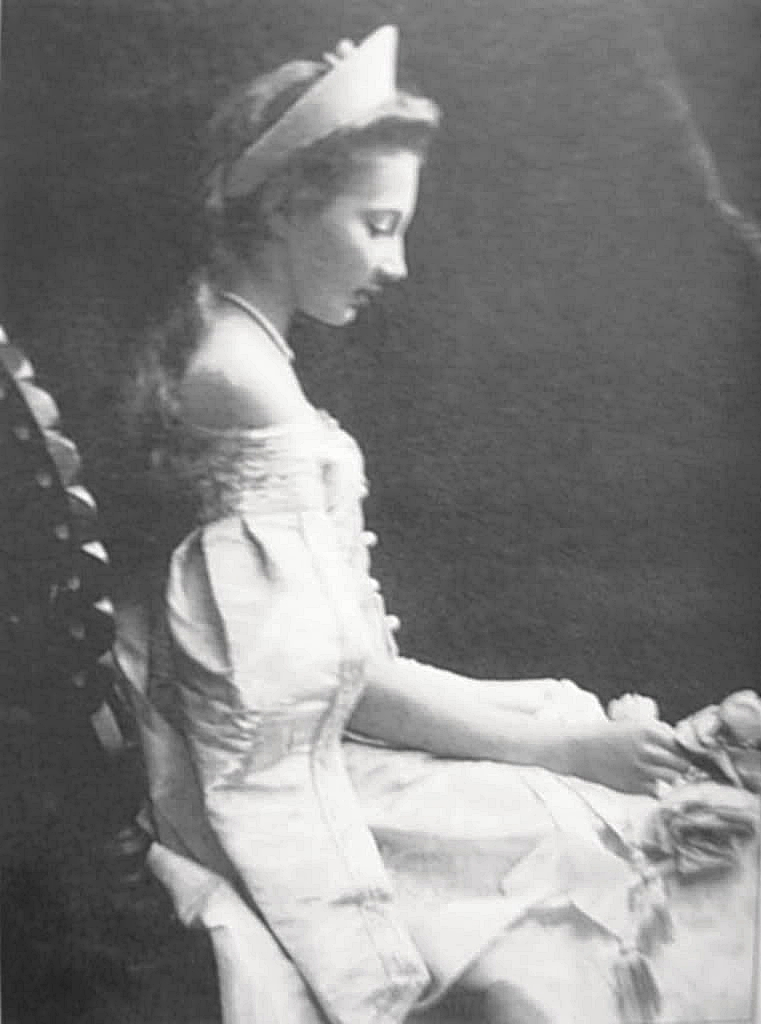
Tatiana em vestido da corte russa, c. 1904

No dia 14 de julho de 1866, o imperador Alexandre III da Rússia modificou as leis da Casa Romanov, restringindo o título de grão-duque ou grã-duquesa apenas aos filhos e netos na linha masculina de um czar russo. Os descendentes mais afastados passariam a receber o título de príncipe ou princesa da Rússia. Assim, Tatiana, sendo apenas bisneta do czar Nicolau I da Rússia, foi princesa da Rússia desde o nascimento e recebia apenas o tratamento de "Alteza" em vez de "Alteza Imperial".

## Casamento

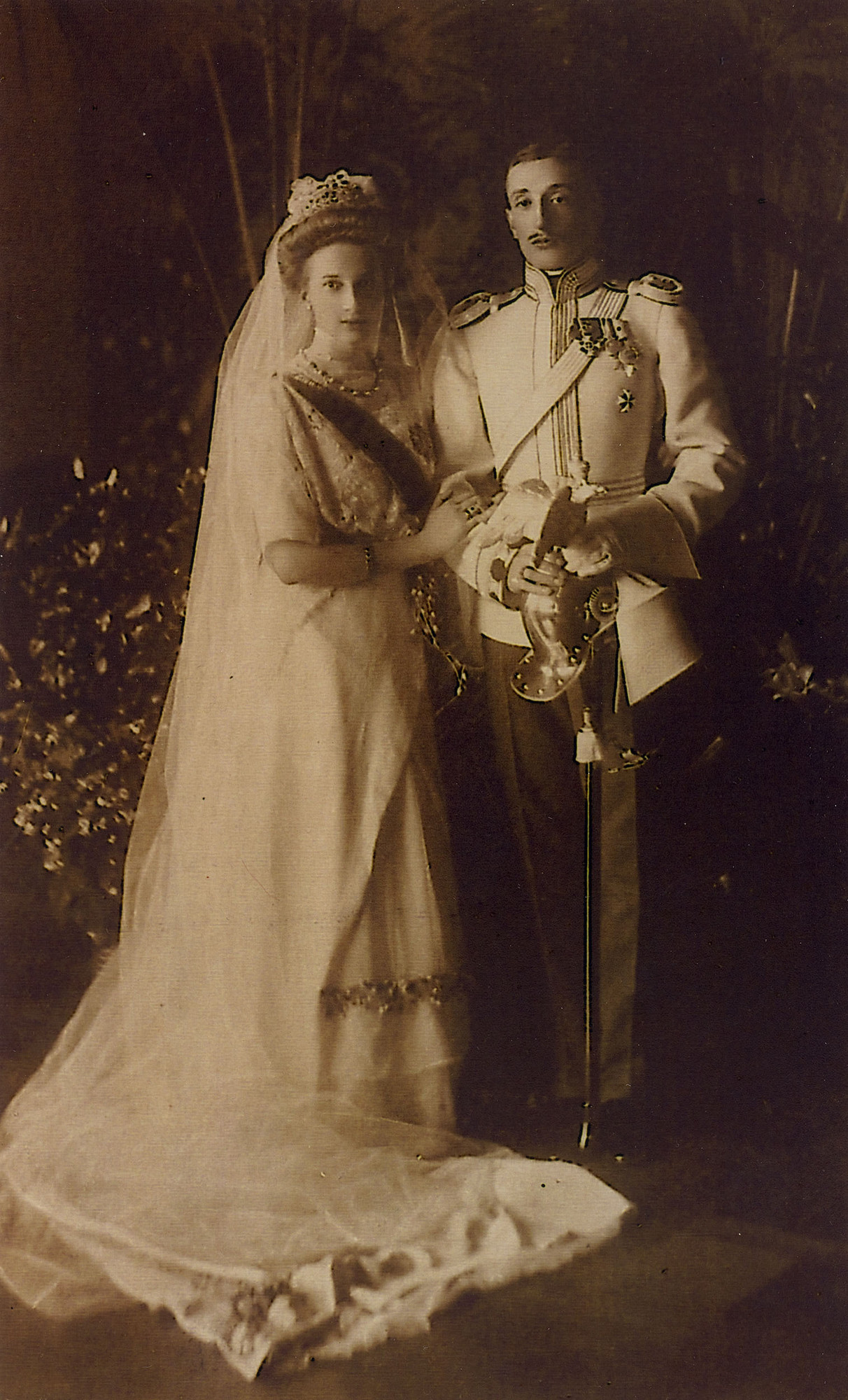
Tatiana e Constantino em seu casamento

Na primavera de 1911, Tatiana Constantinovna ficou noiva do príncipe Constantino Alexandrovich Bagration-Mukhransky (1889-1915), nascido na Geórgia e que servia no regimento da Guarda Imperial, tendo combatido e morrido durante a Primeira Guerra Mundial. Ela foi a primeira filha de um grão-duque russo a casar-se abertamente com um habitante de uma província subordinada ao Império Russo desde a ascensão da família ao trono em 1613. O seu ansioso pai falou com o imperador Nicolau II e a sua esposa Alexandra Feodorovna para que eles aprovassem a união, uma vez que o noivo de Tatiana não pertencia a nenhuma casa real dinástica. No dia 30 de Novembro de 1910 ele escreveu no seu diário que o czar e a czarina garantiram "nunca assumir o casamento dela com um Bagration como morganático uma vez que esta Casa, tal como a Casa de Orléans, descende de uma dinastia que já reinou".
Anteriormente, as esposas morganáticas de grão-duques Romanov tinham sido banidas da Rússia juntamente com os seus maridos. Alguns exemplos deste tratamento foram a condessa Sofia de Torby e o grão-duque Miguel Mikhailovich da Rússia bem como Olga Paley com o grão-duque Paulo Alexandrovich da Rússia. As mulheres Romanov apenas se atreveram a casar morganaticamente em segredo tal como a imperatriz Isabel da Rússia ou o segundo casamento da grã-duquesa Maria Nikolaevna da Rússia.
Tatiana e o seu príncipe georgiano casaram-se no Palácio de Pavlovsk no dia 3 de setembro de 1911. O czar Nicolau II esteve presente e, de acordo com uma tradição familiar em que o casal assinava o livro de casamento, Nicolau terá sugerido que o noivo assinasse como "príncipe Gruzinsky" (Príncipe da Geórgia), mesmo apesar de nesse país não poderem haver mais do que "nobres".

## Vida adulta

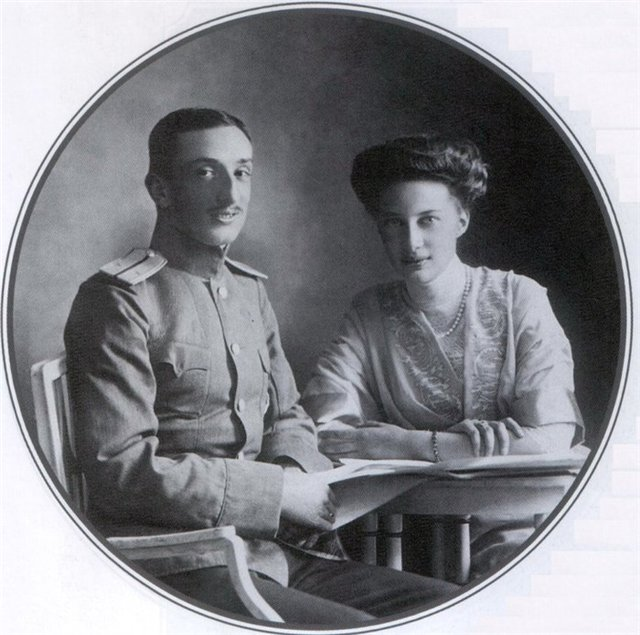
Tatiana e Constantino

Tatiana e Constantino tiveram dois filhos:
1. Teymuraz Constantinovich de Bagration-Mukhransky (21 de agosto de 1912 - 10 de abril de 1992); casado com Elena Stefanovna Racic, serviu pelo Exército da Jugoslávia durante a Segunda Guerra Mundial; foi director-executivo da Fundação Tolstoy, em Nova Iorque.
2. Natália Constantinovna Bagration-Mukhransky (6 de abril de 1914- 26 de agosto de 1984); casada com Sir Charles Hepburn-Johnson, viveu grande parte da sua vida em Londres, embora tenha percorrido o mundo acompanhando o seu marido em viagens diplomáticas.

Após o rebentar da Primeira Guerra Mundial, Constantino alistou-se nas forças armadas russas e foi morto em combate em 1915. O irmão de Tatiana, Oleg, tinha também sido ferido em batalha e morrido no dia 29 de setembro de 1914 no Hospital Vitebsk em Vilnius. Outros três irmãos, João, Constantino e Igor, foram assassinados pelos bolcheviques em 1918.
Após perder o seu marido, Tatiana ficou muito achegada ao seu tio, o grão-duque Dmitri Constantinovich da Rússia. Após a Revolução de Fevereiro, ela ficou com ele no seu palácio onde se apaixonou pelo seu ajudante-de-campo, Alexandre Korochenzov (1877-1922). Aconselhada pelo seu tio, deixou a Rússia com Alexandre e os dois filhos. Foi isso que permitiu aos quatro escaparem, uma vez que Dmitri acabou também por ser fuzilado em São Petersburgo em janeiro de 1919.

## Exílio e últimos anos
Tatiana e Alexandre fugiram primeiro para a Roménia e, mais tarde, para a Suíça. Em novembro de 1921, os dois casaram-se em Genebra. Contudo, menos de três anos depois, Tatiana ficou viúva novamente quando Alexandre morreu em Lausanne.
A princesa criou os seus dois filhos sozinha e, depois de ambos crescerem e casarem, decidiu tornar-se freira, mudando o nome para Madre Tamara. Morreu no dia 28 de agosto de 1979, em Jerusalém, aos 89 anos.

## Genealogia
| Tatiana Constantinovna da Rússia | Pai: Constantino Constantinovich da Rússia                  | Avô paterno: Constantino Nikolaevich da Rússia | Bisavô paterno: Nicolau I da Rússia                       |
| Tatiana Constantinovna da Rússia | Pai: Constantino Constantinovich da Rússia                  | Avô paterno: Constantino Nikolaevich da Rússia | Bisavó paterna: Alexandra Feodorovna (Carlota da Prússia) |
| Tatiana Constantinovna da Rússia | Pai: Constantino Constantinovich da Rússia                  | Avó paterna: Alexandra Iosifovna               | Bisavô paterno: José de Saxe-Altemburgo                   |
| Tatiana Constantinovna da Rússia | Pai: Constantino Constantinovich da Rússia                  | Avó paterna: Alexandra Iosifovna               | Bisavó paterna: Amélia de Württemberg                     |
| Tatiana Constantinovna da Rússia | Mãe: Isabel Mavrikievna (Isabel Augusta de Saxe-Altemburgo) | Avô materno: Maurício de Saxe-Altemburgo       | Bisavô materno: Jorge de Saxe-Altemburgo                  |
| Tatiana Constantinovna da Rússia | Mãe: Isabel Mavrikievna (Isabel Augusta de Saxe-Altemburgo) | Avô materno: Maurício de Saxe-Altemburgo       | Bisavó materna: Maria Luísa de Mecklemburgo-Schwerin      |
| Tatiana Constantinovna da Rússia | Mãe: Isabel Mavrikievna (Isabel Augusta de Saxe-Altemburgo) | Avó materna: Augusta de Saxe-Meiningen         | Bisavô materno: Bernardo II de Saxe-Meiningen             |
| Tatiana Constantinovna da Rússia | Mãe: Isabel Mavrikievna (Isabel Augusta de Saxe-Altemburgo) | Avó materna: Augusta de Saxe-Meiningen         | Bisavó materna: Maria Frederica de Hesse-Cassel           |